# Ropica honesta
Ropica honesta är en skalbaggsart som beskrevs av Francis Polkinghorne Pascoe 1865. Ropica honesta ingår i släktet Ropica och familjen långhorningar.
Artens utbredningsområde är:
- Sarawak.
- Laos.
- Myanmar.
- Nepal.
- Filippinerna.
- Taiwan.

Inga underarter finns listade i Catalogue of Life.